# Raritebe
Raritebe là một chi thực vật có hoa trong họ Thiến thảo (Rubiaceae).

## Loài
Chi Raritebe gồm các loài: